# Championnat du Nigeria de football 2005
Navigation
Saison précédente Saison suivante
La saison 2005 du Championnat du Nigeria de football est la quinzième édition de la première division professionnelle à poule unique au Nigeria, la First Division League. Vingt clubs prennent part au championnat qui prend la forme d'une poule unique où toutes les équipes se rencontrent deux fois au cours de la saison. À la fin du championnat, les quatre derniers du classement sont relégués et remplacés par les quatre meilleurs clubs de Division II, la deuxième division nigériane.
C'est le club d'Enyimba FC qui remporte le championnat après avoir terminé en tête du classement final, avec cinq points d'avance sur le club d'Enugu Rangers et sept sur Iwuanyanwu Nationale. C'est le 4e titre de champion du Nigeria de l'histoire du club, qui réussit même le doublé en battant Lobi Stars FC en finale de la Coupe du Nigeria.
Les deux premiers du classement se qualifient pour la prochaine Ligue des champions tandis que le club classé 3e et le vainqueur de la Coupe du Nigeria obtiennent leur place pour la Coupe de la confédération.

## Les clubs participants
| - Julius Berger FC - Sharks FC - Promu de Division II - Nassarawa United FC - Promu de Division II - Enyimba FC - El-Kanemi Warriors - Enugu Rangers - Gombe United FC - Bendel Insurance - Kano Pillars - Zamfara United FC - Promu de Division II | - Wikki Tourists FC - Iwuanyanwu Nationale - Kwara United FC - Dolphin FC - Shooting Stars FC - NPA FC - Lobi Stars FC - Gabros International - Niger Tornadoes - Gateway FC - Promu de Division II |

## Compétition
Le barème de points servant à établir le classement se décompose ainsi :
- Victoire : 3 points
- Match nul : 1 point
- Défaite : 0 point

### Classement
| Rang | Équipe                  | Pts | J  | G  | N  | P  | Bp | Bc | Diff |
| ---- | ----------------------- | --- | -- | -- | -- | -- | -- | -- | ---- |
| 1    | Enyimba FC (C)          | 72  | 38 | 21 | 9  | 8  | 63 | 22 | +41  |
| 2    | Enugu Rangers           | 67  | 38 | 20 | 7  | 11 | 33 | 22 | +11  |
| 3    | Iwuanyanwu Nationale    | 65  | 38 | 20 | 5  | 13 | 35 | 30 | +5   |
| 4    | Gombe United FC         | 64  | 38 | 19 | 7  | 12 | 37 | 28 | +9   |
| 5    | Shooting Stars FC       | 58  | 38 | 17 | 7  | 14 | 40 | 35 | +5   |
| 6    | Dolphin FC (T)          | 58  | 38 | 18 | 4  | 16 | 37 | 34 | +3   |
| 7    | Julius Berger FC        | 55  | 38 | 17 | 4  | 17 | 33 | 38 | -5   |
| 8    | Sharks FC (P)           | 54  | 38 | 16 | 6  | 16 | 42 | 37 | +5   |
| 9    | Lobi Stars FC           | 53  | 38 | 15 | 8  | 15 | 41 | 38 | +3   |
| 10   | Kwara United FC         | 53  | 38 | 15 | 8  | 15 | 32 | 32 | 0    |
| 11   | Kano Pillars            | 53  | 38 | 16 | 5  | 17 | 37 | 40 | -3   |
| 12   | Bendel Insurance        | 51  | 38 | 16 | 3  | 19 | 44 | 49 | -5   |
| 13   | Nassarawa United FC (P) | 51  | 38 | 16 | 3  | 19 | 39 | 50 | -11  |
| 14   | Niger Tornadoes         | 50  | 38 | 14 | 8  | 16 | 38 | 35 | +3   |
| 15   | El-Kanemi Warriors      | 50  | 38 | 15 | 5  | 18 | 39 | 39 | 0    |
| 16   | Wikki Tourists FC       | 50  | 38 | 14 | 8  | 16 | 28 | 33 | -5   |
| 17   | NPA FC                  | 47  | 38 | 13 | 8  | 17 | 40 | 47 | -7   |
| 18   | Gabros International    | 46  | 38 | 13 | 7  | 18 | 36 | 49 | -13  |
| 19   | Zamfara United FC (P)   | 44  | 38 | 12 | 8  | 18 | 34 | 47 | -13  |
| 20   | Gateway FC (P)          | 34  | 38 | 8  | 10 | 20 | 27 | 50 | -23  |

|  | Qualification pour la Ligue des champions de la CAF 2006                                 |
|  | Qualification pour la Coupe de la confédération 2006                                     |
|  | Relégation en Division Two                                                               |
|  | (T) : Tenant du titre (C) : Vainqueur de la Coupe du Nigeria (P) : Promu de Division Two |

## Bilan de la saison
| Championnat du Nigeria de football 2005 |                       |
| Champion                                | Enyimba FC (4e titre) |
| Coupes et trophées                      |                       |
| Vainqueur de la Coupe du Nigeria 2005   | Enyimba FC            |
| Qualifications continentales            |                       |
| Ligue des champions de la CAF 2006      | Enyimba FC            |
| Ligue des champions de la CAF 2006      | Enugu Rangers         |
| Coupe de la confédération 2006          | Iwuanyanwu Nationale  |
| Coupe de la confédération 2006          | Lobi Stars FC         |
| Promotions et relégations               |                       |
| Promus en First Division                | Kaduna United FC      |
| Promus en First Division                | Ranchers Bees         |
| Promus en First Division                | Bayelsa United FC     |
| Promus en First Division                | Ocean Boys FC         |
| Relégués en Division II                 | NPA FC                |
| Relégués en Division II                 | Gabros International  |
| Relégués en Division II                 | Zamfara United FC     |
| Relégués en Division II                 | Gateway FC            |